# Édouard de Haussy
 Édouard de Haussy, né à Fontaine-l'Évêque, le 23 février 1833 et décédé à Bruxelles le 2 juillet 1894 fut un homme politique belge francophone libéral.
Il était industriel et membre du parlement,,.

## Biographie
Édouard François Joseph de Haussy, né le 23 février 1833, est le fils de François de Haussy, gouverneur de la Banque nationale de Belgique et ministre de la Justice, et d'Amélie Despret. Il se marie à Bruxelles le 16 avril 1860 avec Marie Tiberghien, sœur du bourgmestre de Manage.
Il a été nommé en 1870 administrateur de la Société de la manufacture d'Oignies.
À la suite de son décès le 2 juillet 1894, il est inhumé au cimetière de Manage.

## Distinctions
- Chevalier de l'ordre de Léopold.